# Grotte aux lettres
La Grotte aux lettres ou Grotte des lettres (en hébreu Me'arat Ha'Igrot מְעָרַת הָאִיגְרוֹת) est une grotte située près de la source du Nahal Hever dans le désert de Judée. Dans cette grotte, ainsi que dans la « caverne des horreurs » située un peu plus haut, d'importantes découvertes archéologiques ont été faites à partir de 1953, et notamment des documents en rapport avec la révolte de Bar Kokhba (132 - 136).

## Les découvertes archéologiques
Elle a été appelée « Grotte aux lettres » en raison de la grande quantité de manuscrits et de lettres qui y ont été découverts et extraits. La grotte a trois ouvertures qui convergent à l'intérieur d'une grotte de 150 m de long. Les documents trouvés datent de la révolte de Bar Kokhba avec de courtes missives du chef de la révolte. Des archives privées telles que des titres de propriétés et des contrats ont aussi été cachées dans la grotte. Ces documents, vraisemblablement d’une importance particulière pour leurs propriétaires, visaient par exemple à rééquilibrer les termes d’un mariage en faveur de femmes, nommées Babatha ou Shlomtzion (Salomé) Komaïse.
Ces grottes ont été utilisées comme cachette par les rebelles et les réfugiés juifs pendant la révolte de Bar Kokhba contre les Romains. Les restes de petits camps romains ont également été retrouvés sur le sommet de la falaise au-dessus de chacune des grottes. La forme de leur construction est semblable aux camps du siège romain de Massada - une zone fermée par une clôture, avec des bases rectangulaires et rondes pour les tentes, des traces de fours et d'autres éléments typiques d'un camp romain. Tous les habitants de la grotte moururent semble-t-il de faim et de soif, et nul ne revient récupérer les textes et les objets enterrés.
Les découvertes de ce site comprennent une traduction en grec des prophètes mineurs datant du Ier siècle, qui était perdue jusque-là, une lettre de Shimon Bar Kokhba, des fragments bibliques, et des documents juridiques de l'époque de Bar Kokhba en araméen, en grec et nabatéen. Les fouilles dans la « Grotte des horreurs », ont mis au jour des preuves claires datant de l'époque de Bar Kokhba. Dans la « Grotte aux lettres », 15 papyrus de Bar Kokhba ainsi qu'un fragment de psaumes ont été trouvés.

## Exploration du site
En 1952, la grotte a été découverte par des Bédouins de la tribu Ta`Amireh, puis a été explorée en 1953 et 1955 par l'inspecteur de la Direction des antiquités d'Israël, Yohanan Aharoni. Après l'apparition sur le marché de lettres écrites par Shimon bar Kokhba, trouvées dans les grottes d'une vallée appelée Wadi Murraba à 18 km au sud des grottes de Qumran et à 3 km de la mer Morte, une expédition a été mise en place en 1953 pour explorer ces grottes. Mais à la place de cette exploration, l'expédition se rendit au Nahal Hever où une activité de recherche dans des grottes par les Bédouins était signalée. En arrivant, l'équipe a remarqué qu'au-dessus de la grotte maintenant connue comme la « Grotte aux lettres » se trouvaient les restes d'un camp de siège romain. Une première exploration rapide a alors eu lieu en utilisant une longue échelle de corde de 100 mètres.
Une exploration plus approfondie de la grotte a été abandonné en raison de quelques rochers qui obstruaient l'accès à d'autres parties de la grotte et aussi parce que la grotte avait déjà été explorée par les Bédouins. L'équipe avait toutefois remarqué que les restes d'un autre camp romain sur le côté sud du ravin étaient aussi situés au-dessus d'une grotte. C'est ainsi que la Grotte des horreurs a été découverte la même année.
Ce n'est qu'en 1960, alors que certains autres documents de la révolte de Bar Kokhba ont été vendus à des chercheurs en Jordanie, que le gouvernement israélien a approuvé une « offensive archéologique tous azimuts ». Avec l'aide des Forces de défense israéliennes, quatre groupes de scientifiques et d'experts qualifiés ont commencé leur exploration du désert en mars 1960, avec un délai de deux semaines. Yigael Yadin a dirigé une équipe de recherche du côté nord du Nahal Hever. Les fouilles dans la Grotte aux lettres ont alors mis au jour des lettres supplémentaires de Bar Kokhba et un grand corpus de documents nabatéens, araméens et grecs. Dans la Grotte des horreurs (contenant des restes de squelettes des réfugiés juifs), il y avait des morceaux d'une recension grecque des Petits prophètes.
Les papyrus ont été publiés en deux volumes ; d'abord les textes en grec (1989), puis ceux en hébreu et araméen (1991).

## Les lettres de Bar-Kohkba
Une seule des lettres retrouvées est titrée du « Président d'Israël ». Les autres sont titrées « Shimeon ben/bar Kosiba ». Cette lettre écrite en araméen est adressée à deux subordonnés à qui il ordonne de confisquer le blé d'un homme et de lui livrer l'homme et le blé en toute sécurité. Il menace de les punir sévèrement s'ils échouent. La lettre avertit également que nul ne doit donner abri à un seul homme de Tekoa. Cet avertissement est assorti de la description de la peine encourue : « En ce qui concerne tous les hommes de Tekoa qui se trouvent dans votre place, la maison dans laquelle ils habitent sera brûlée et vous [aussi] serez puni. »
Une autre lettre concerne l'arrestation d'Eléazar bar Hitta: « Shimeon bar Kosiba, à Yehonathan bar Be'ayan et Masabala bar Shimeon, [mon ordre est] que vous m'envoyez Eléazar bar Hitta immédiatement, avant le Shabbat. » Des documents trouvés par la suite ont révélé que Eleazar bar Hitta était un riche propriétaire terrien d'Ein Gedi, qui n'avait pas coopéré avec Bar-Kohkba. La lettre décrit ensuite ce qui doit être fait de la propriété d'Eléazar bar Hitta. Le blé et les fruits doivent être confisqués, les troupeaux ne doivent pas piétiner les arbres et « pour les champs d'épices, personne ne doit être trouvé près d'eux. » La vigueur avec laquelle l'ordre est donné montre combien sont précieux les champs d'épices. Ce qui correspond à la relation de Pline l'Ancien (Histoire naturelle) décrivant la conquête d'Ein Gedi pendant la Grande révolte (vers 70), où les Romains avaient à se battre pour chaque buisson alors que les Juifs tentaient de les détruire.
La lettre suivante est une requête de Bar-Kohkba demandant qu'on lui fournisse les « Quatre espèces » (des branches de palmiers, de citronniers, de myrte et de saule) nécessaires pour la fête de Souccot. La demande est inhabituelle, en ce sens qu'elle n'est pas adressée à ses subordonnés Yehonathan et Masabla, mais à un tiers dont le nom est Yehudal bar Menashe et en raison de la nature de la demande ; cela a été interprété comme de la méfiance de Bar-Kohkba envers ses subordonnés.
Une autre lettre a été trouvée formulant la même demande des « Quatre espèces » , mais celle-ci est écrite en grec. Elle n'est pas écrite par Bar-Kohkba mais est adressée à ses deux subordonnés dans la région, Yehonathan et Masabla. Il y est indiqué que « la lettre est écrite en grec car nous n'avons personne qui connaît l'hébreu [ou l'araméen]. » L'auteur de la lettre indique aux deux responsables de la région qu'il leur envoie un messager à qui ils devront fournir des branches de palmiers et de citronniers.

## Archives de Babatha
Dans cette grotte ont aussi été trouvés ce qu'on appelle désormais les « Archives de Babatha ». Celles-ci comportent 35 documents juridiques en araméen, en nabatéen et en grec ancien, classés par sujets et enveloppés dans un sac de cuir qui était placé dans un panier d'osier. Le panier était caché dans une fente profonde de la grotte qui avait ensuite été obstrué. Parmi les documents figuraient des actes de vente, des contrats de fermage, les contrats de mariage (ketoubot) de Babatha et de sa belle-fille Shlomtzion bat Yehoudah, les accords concernant la tutelle de Yeshoua, le fils de Babatha, et les droits sur l'utilisation de l'eau pour les terrains irrigués, pour des propriétés situées en Nabathée. Une partie des documents figurent en deux exemplaires ou aussi avec une traduction en grec.
Dans le panier où les archéologues ont trouvé les documents, figurent également des objets tels que des clefs, un miroir en cuivre, des sandales, une boite à bijoux en métal poli et un flacon de parfum de baumier. Des assiettes et des bols provenant d'Alexandrie ont aussi été trouvés dans la grotte.

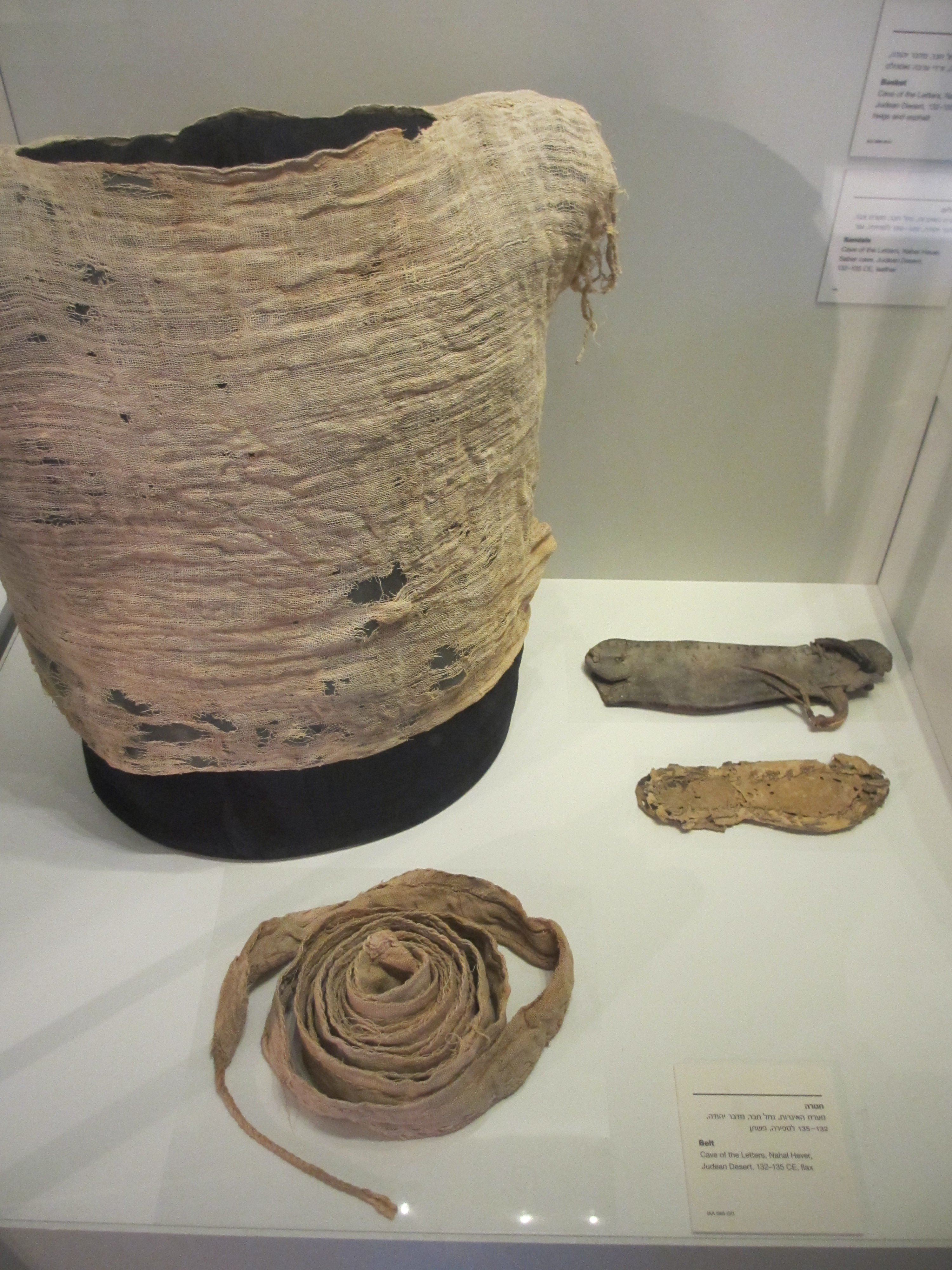
Vêtements.
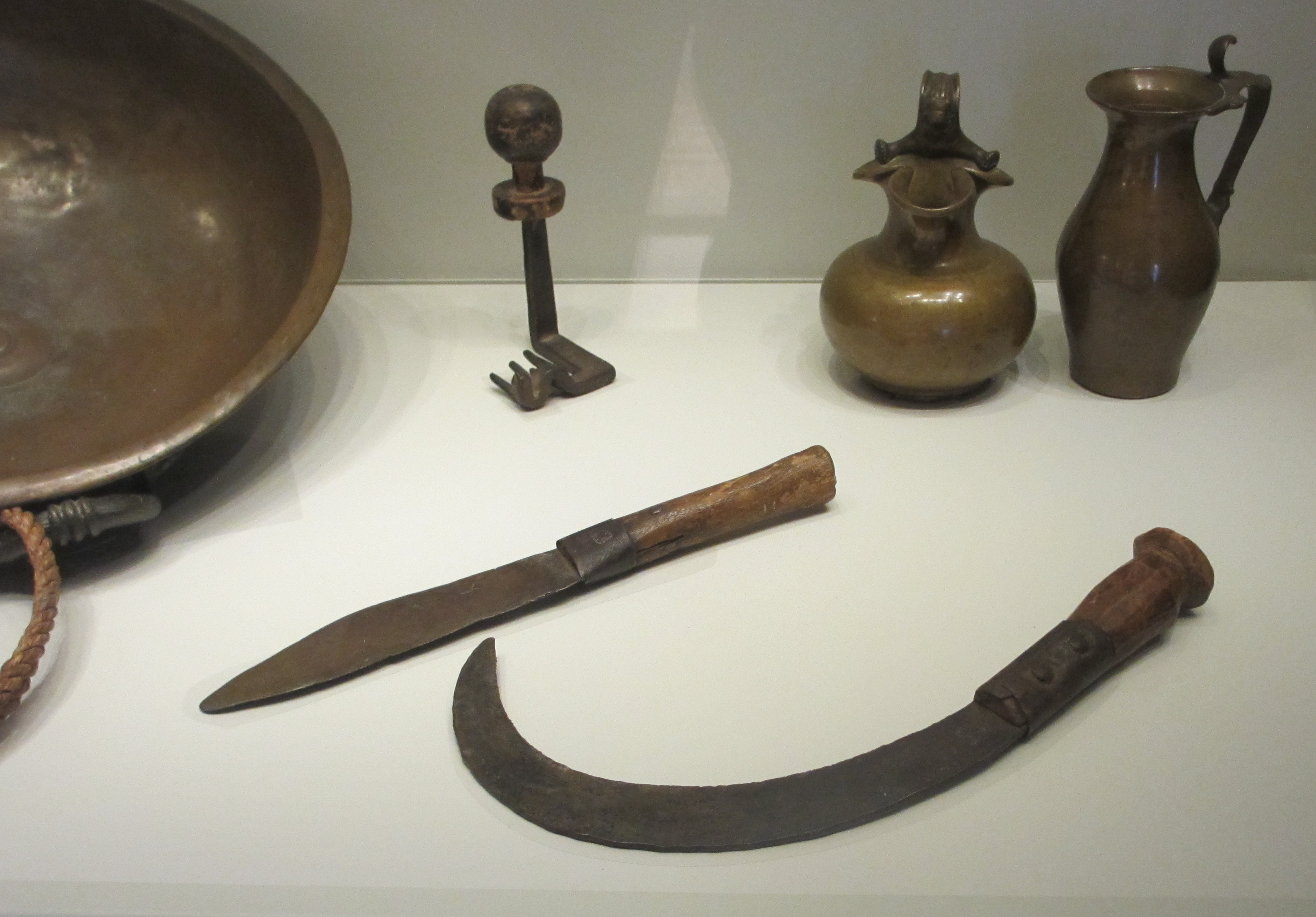
Faucille et couteau en fer, clef, jars en cuivre.
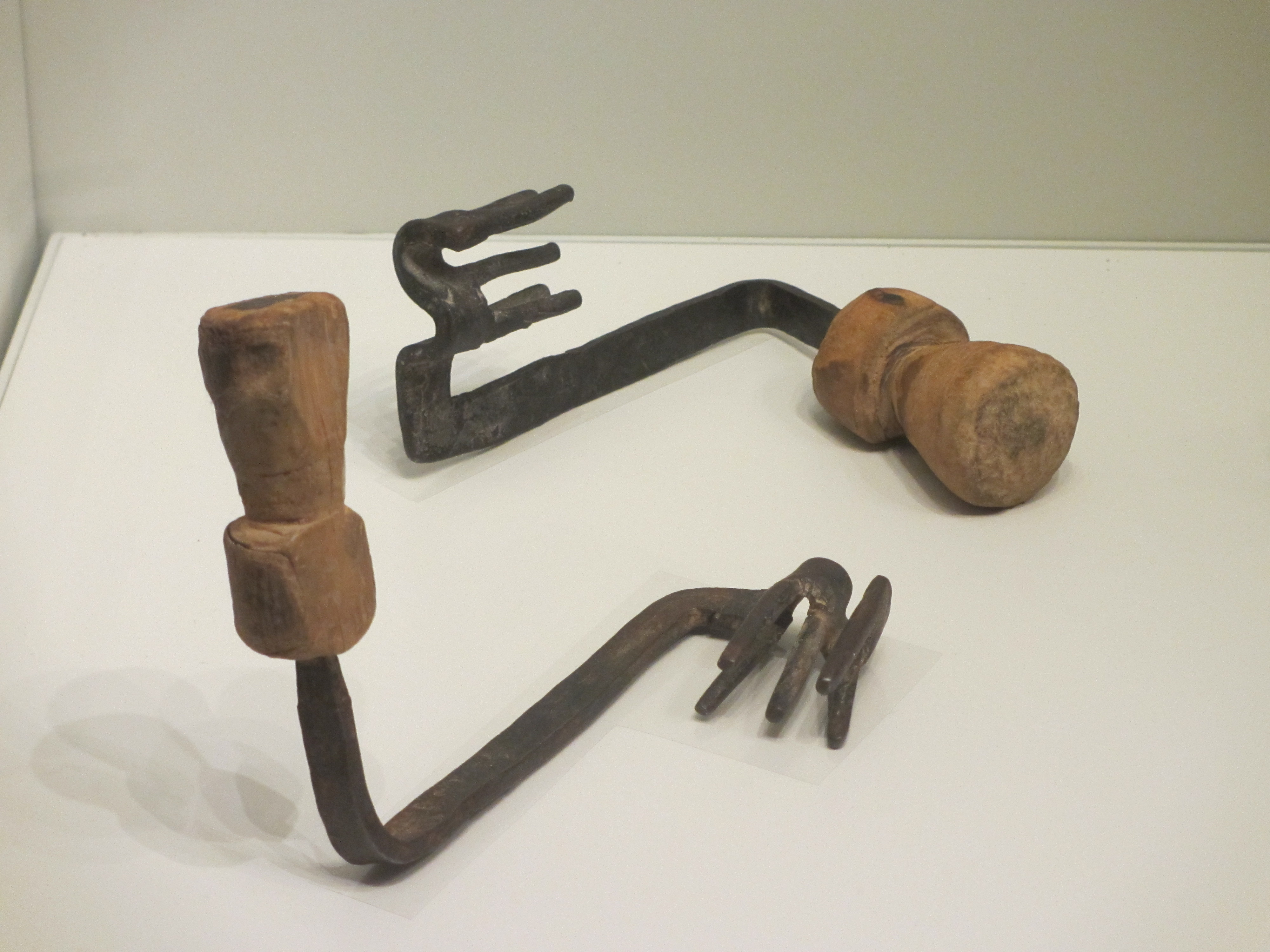
Clefs de maison.
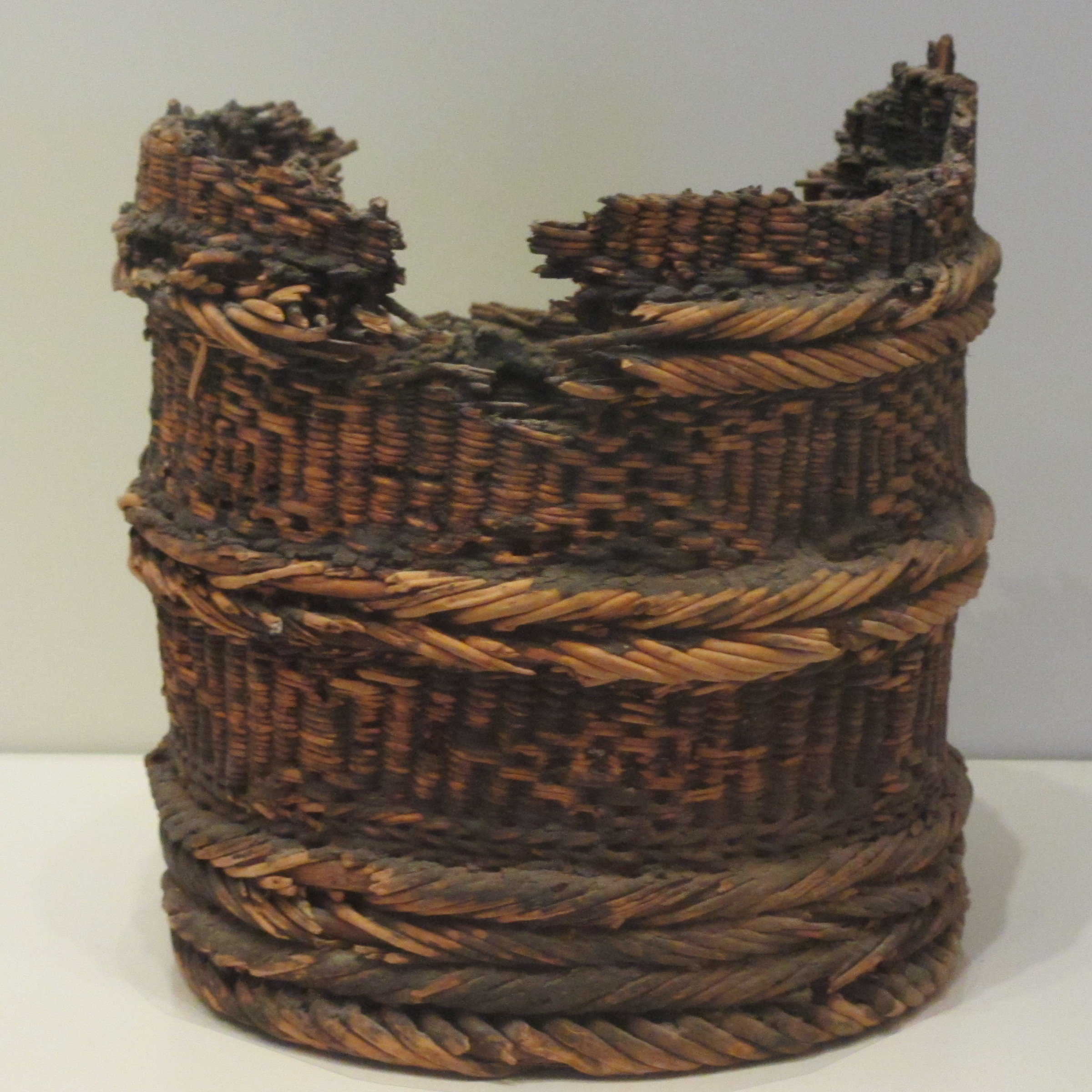
Panier en osier asphalté.
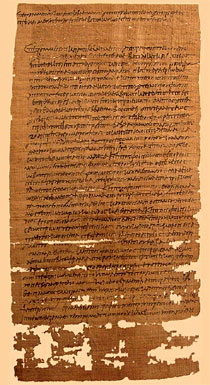
Un papyrus faisant partie d'un des rouleaux de Babatha.